# Capo Santa Panagia
Capo Santa Panagia è una punta costiera situata a nord del comune di Siracusa, nella Sicilia orientale. Prende il nome dall'omonimo quartiere che si è sviluppato dietro di esso.

## Caratteristiche fisiche
(Tuttitalia: enciclopedia dell'Italia anticae moderna, 1962.)

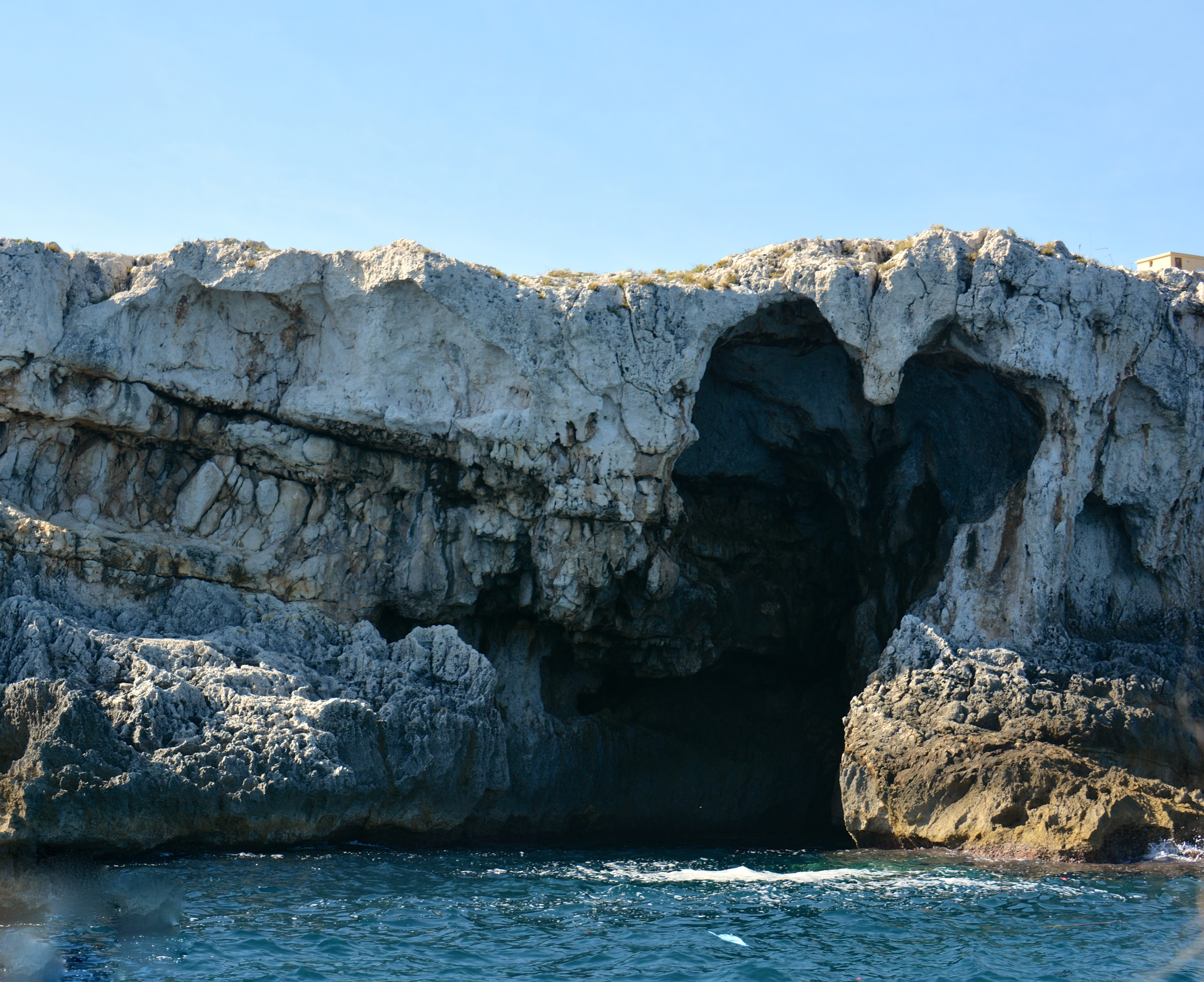
L'alta e frastagliata costa di Siracusa

Capo Santa Panagia funge da spartiacque dividendo geograficamente il golfo di Augusta dal golfo di Siracusa; esso infatti viene citato per delimitare due differenti tratti di costa siracusana:
- Tratto costiero che va da Capo Santa Panagia a Capo Santa Croce
- Tratto costiero che va da Capo Murro di Porco a Capo Santa Panagia

Nel primo caso viene presa in esame la costa che si sviluppa a partire dalla punta a nord di Siracusa e termina nella punta del comune di Augusta; nel secondo caso invece il capo aretuseo serve per delimitare il tratto costiero comunale che giunge nei pressi del promontorio del Plemmirio.
La scogliera nella quale si sviluppa il capo è da un punto di vista geologico  e archeologico estremamente interessante in quanto fa parte del complesso vulcanico sottomarino emerso migliaia di anni fa (ormai spento) e appartenente alla catena iblea; nei suoi dintorni si aprono grotte carsiche e insenature suggestive. Recentemente nei fondali che circondano capo Santa Panagia sono stati scoperti dei blocchi di pietra singolari che alcuni ricercatori sostenevano essere della antichissime mura sommerse di una qualche civiltà millenaria, ma sono state in seguito etichettate come "muri di lava", ovvero il frutto di un particolare fenomeno biologico verificatosi sui fondali di Santa Panagia milioni di anni fa: emanazioni di magma vulcanico che consolidatosi ha assunto la forma delle mura.

## Storia del capo
Nella superficie di capo Santa Panagia sono stati rinvenuti allineamenti di buche nella roccia calcarea che gli archeologi hanno riconosciuto essere dei fori praticati dagli abitanti del posto nella preistoria, per la messa in opera dei pali che servivano a reggere le capanne; del resto il capo di Santa Panagia è vicinissimo ai rinvenimenti archeologici di Stentinello (che ha restituito i reperti preistorici più antichi della Sicilia) e alla penisola di Tapso.

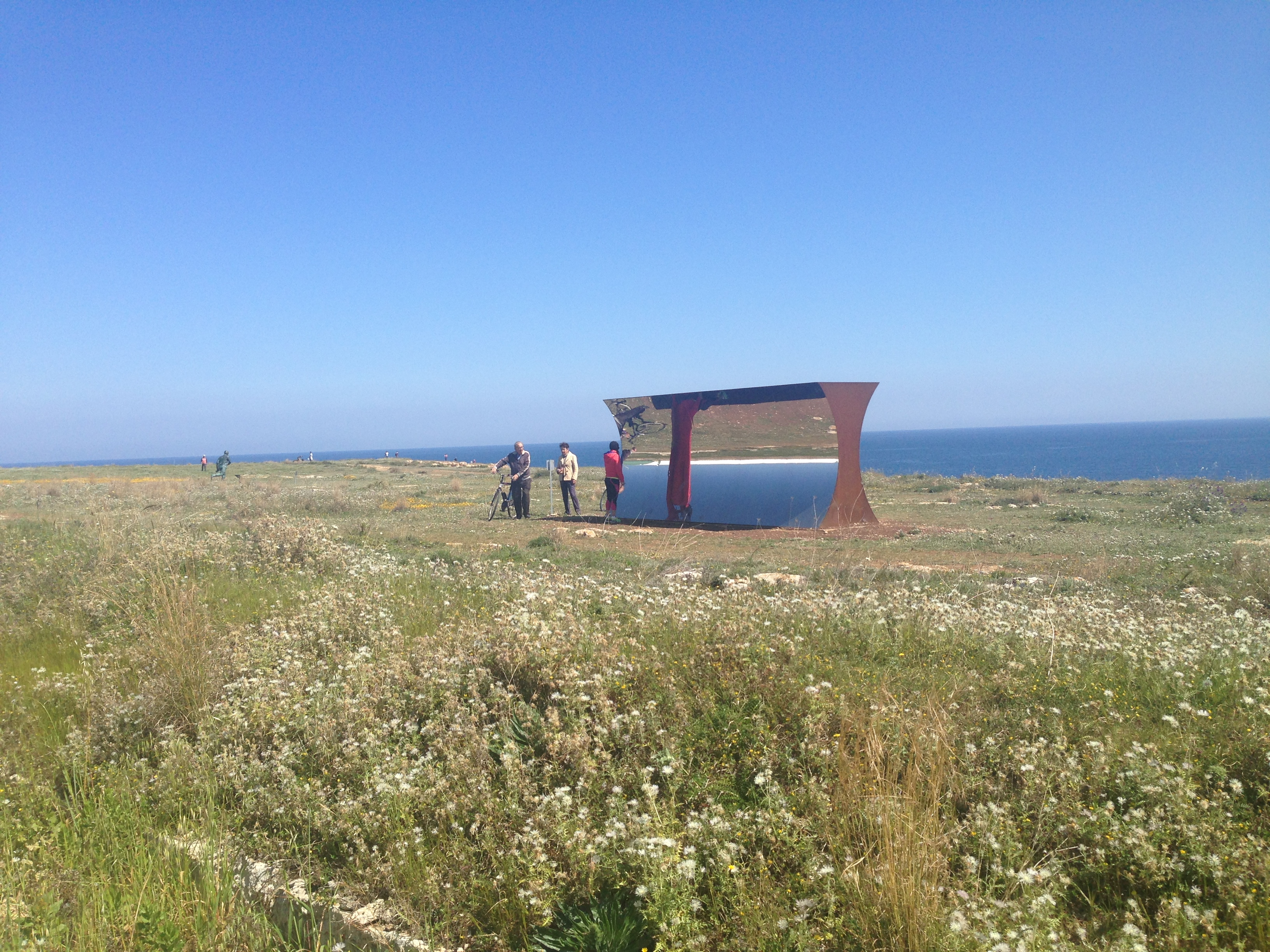
La scogliera del capo di Santa Panagia vista dal parco delle sculture

Da un punto di vista militare, grazie alla sua posizione avanzata, il capo di Santa Panagia è sempre stato strategico: durante la seconda guerra mondiale ha ospitato la batteria più potente del Mediterraneo:
Descrizione della batteria:
(Batterie Costiere Della MILMART. La Difesa Costera in Italia Durante Le Due Guerre Mondiali.)
L'apparato bellico di capo Santa Panagia ebbe modo di attaccare il nemico, ma le fu ordinato ugualmente di autodistruggersi, così che capitolò insieme alla città il 10 luglio 1943, provocando perplessità nello Stato maggiore.
(Guido Mussolini, Filippo Giannini, Benito Mussolini: Dal 25 luglio a Piazzale Loreto, 2004, p. 53.)

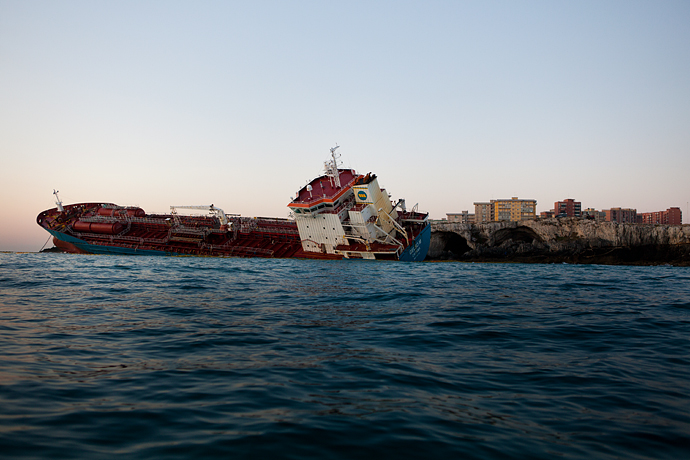
La nave Gelso M. naufragata a capo Santa Panagia

Odiernamente ospita nelle sue immediate vicinanze la Stazione Radiotelegrafica della Marina Militare di contrada Santa Panagia; complesso di antenne militari installate sul territorio con decreto del Comando Militare Marittimo del Basso Tirreno il 20 novembre del 1985. Per cui la zona è vincolata e per questo non può essere urbanizzata. 
Nei decenni precedenti capo Santa Panagia era anche attraversata dalla linea ferroviaria Messina-Siracusa, al cui posto sorge oggi la cosiddetta pista ciclabile Rossana Maiorca. 
Il capo delimita inoltre la rada di Santa Panagia la quale ospita il pontile al servizio del polo petrolchimico siracusano. Nel 2012 si è incagliata nella punta della scogliera siracusana la nave petroliera Gelso M. proveniente dal porto Marghera, dove aveva scaricato il greggio, e diretta al porto di Augusta, andò a naufragare tra gli scogli di Santa Panagia a causa del mare in burrasca. In seguito il relitto venne tagliato in più parti e rimosso dal capo.